# Anselmo Giabbani
Anselmo Giabbani OSBCam (* 27. Juli 1908 in Stia; † 18. August 2004 in Camaldoli) war Generalprior des Kamaldulenser.

## Leben
Anselmo Giabbani trat der Ordensgemeinschaft der Kamaldulenser bei, legte die Profess am 31. Mai 1925 ab und empfing am 29. Juni 1932 die Priesterweihe. Er wurde 1951 zum Generalprior des Kamaldulenser gewählt.
Er nahm an der ersten Sitzungsperiode des Zweiten Vatikanischen Konzils teil. Von seinem Amt trat er 1963 zurück.